# Leyne
Le Leyne est une rivière du sud-est de la France qui coule dans le département de la Drôme. Elle est un affluent du Rhône.

## Géographie
Le Leyne prend sa source à Condillac, dans la Drôme. Il coule vers l'ouest, traverse Savasse et La Coucourde où il se jette dans le Rhône,.
En 1891, il était décrit comme un ruisseau traversant le hameau du même nom, marquant la limite entre les communes de Lachamp et de Savasse. Il se jette dans le Rhône après avoir parcouru une distance de 6,2 kilomètres, avec une largeur moyenne de 11 mètres et une pente de 120 mètres.

## Hydrologie
En 1891, son débit ordinaire est de 0,10 m3, extraordinaire de 135 m3.

## Aménagement
En 1845, une source d'eau gazeuse été découverte dans son lit à Condillac. Cette eau a été commercialisée sous le nom de « La Reine des eaux de table » jusqu'en 1978.